# Carl Wilhelm Petersén
Carl Wilhelm Petersén, född 28 mars 1884 i Stockholm, död 3 oktober 1973 i San Diego i USA, var en svensk curlingspelare under sportens pionjärtid i Sverige. Han blev olympisk silvermedaljör vid olympiska vinterspelen 1924 i Chamonix, en tävling som först 2006 erkändes som en fullvärdig OS-tävling.
I OS 1924 deltog endast tre lag. Petersén var skipper i det lag som förlorade med 38–7 mot sedermera guldmedaljörerna Storbritannien, medan en helt ny lagkonstellation med Åhlén som skipper kunde vinna mot Frankrike med 18–10 och därmed bärga silvermedaljen.
Lag Petersén i OS 1924 bestod av:
- Erik Severin, etta
- Victor Wetterström, tvåa
- Ture Ödlund, trea
- Carl Wilhelm Petersén, skipper